# Кашенбах
Ка́шенбах (нем. Kaschenbach) — община в Германии, в земле Рейнланд-Пфальц.
Входит в состав района Айфель-Битбург-Прюм. Подчиняется управлению Иррель. Население составляет 56 человек (на 31 декабря 2010 года). Занимает площадь 4,45 км².